# Paroisse Richmond
Paroisse Richmond est une paroisse dans le comté de Prince sur l'Île-du-Prince-Édouard, au Canada.
Elle contient les cantons suivants:
- Lot 13
- Lot 14
- Lot 15
- Lot 16
- Lot 17